# Vuelo 111 de Swissair
El vuelo 111 de Swissair (SR111/SWR111) fue un vuelo programado entre el Aeropuerto Internacional John F. Kennedy en la ciudad de Nueva York, Estados Unidos, y el Aeropuerto Internacional de Ginebra en Ginebra, Suiza, que sufrió un accidente el día 2 de septiembre de 1998. El vuelo estaba operado por un avión McDonnell Douglas MD-11 de matrícula HB-IWF de Swissair, que volaba en código compartido con la compañía estadounidense Delta Air Lines.
La aeronave se incendió en vuelo y se estrelló en el océano Atlántico, al suroeste del Aeropuerto Internacional de Halifax, en la entrada a la bahía de Santa Margarita (Nueva Escocia, Canadá). El sitio del impacto estaba 8 km mar adentro, apenas equidistante entre la pequeña comunidad pesquera y turística de Peggys Cove y Bayswater. Las 229 personas a bordo murieron. Adicionalmente, la pintura conocida como Le Peintre (El Pintor), de Pablo Picasso, y otra pintura sin identificar, iban a bordo del avión, y fueron destruidas en el accidente.
La investigación llevada a cabo por la Junta de Seguridad en el Transporte de Canadá (TSB) concluyó que el material inflamable utilizado en la estructura de la aeronave permitió que un incendio se extendiera más allá del control de la tripulación, lo que provocó el accidente de la aeronave.
Fue el desastre aéreo más grave de 1998.

## Aeronave y tripulación
El avión, un McDonnell Douglas MD-11 de 7 años y 3 meses, número de serie 48448, registro HB-IWF, fue fabricado en 1991, y Swissair era su único operador. Llevaba el nombre de «Vaud», en honor al cantón suizo del mismo nombre. La cabina estaba configurada con 241 asientos para pasajeros. Los asientos de primera clase y clase ejecutiva estaban equipados con sistemas de entretenimiento en vuelo (IFE) en el asiento de Interactive Flight Technologies. El avión estaba propulsado por tres motores turbofan Pratt & Whitney 4462 y había registrado más de 36.000 horas antes del accidente.
El sistema de entretenimiento a bordo fue el primero de su tipo equipado en el avión. Permitió a los pasajeros de primera clase y clase ejecutiva navegar por la web, seleccionar sus propias películas y juegos, y apostar. El sistema se instaló en clase ejecutiva un año antes del incidente, entre el 21 de agosto y el 9 de septiembre de 1997. Se instaló en primera clase cinco meses después, en febrero de 1998, debido a retrasos en la entrega.
El piloto al mando era Urs Zimmermann, de 50 años. En el momento del accidente contaba con aproximadamente 10.800 horas de tiempo total de vuelo, de las cuales 900 horas eran en un MD-11. También fue piloto instructor del MD-11. Antes de su carrera en Swissair, fue piloto de combate en la Fuerza Aérea Suiza de 1966 a 1970. Zimmermann fue descrito como una persona amigable con habilidades profesionales, que siempre trabajó con exactitud y precisión.
El copiloto, Stefan Löw, de 36 años, tenía aproximadamente 4.800 horas de tiempo total de vuelo, incluidas 230 horas en el MD-11. Fue instructor en el MD-80 y A320. De 1982 a 1990, fue piloto de la Fuerza Aérea Suiza. La tripulación de cabina estaba compuesta por un maître de cabine (sobrecargo) y once  asistentes de vuelo. Todos los miembros de la tripulación a bordo del vuelo 111 de Swissair estaban calificados, certificados y capacitados de acuerdo con las regulaciones suizas bajo las Autoridades de Aviación Conjuntas (JAA).

## Accidente

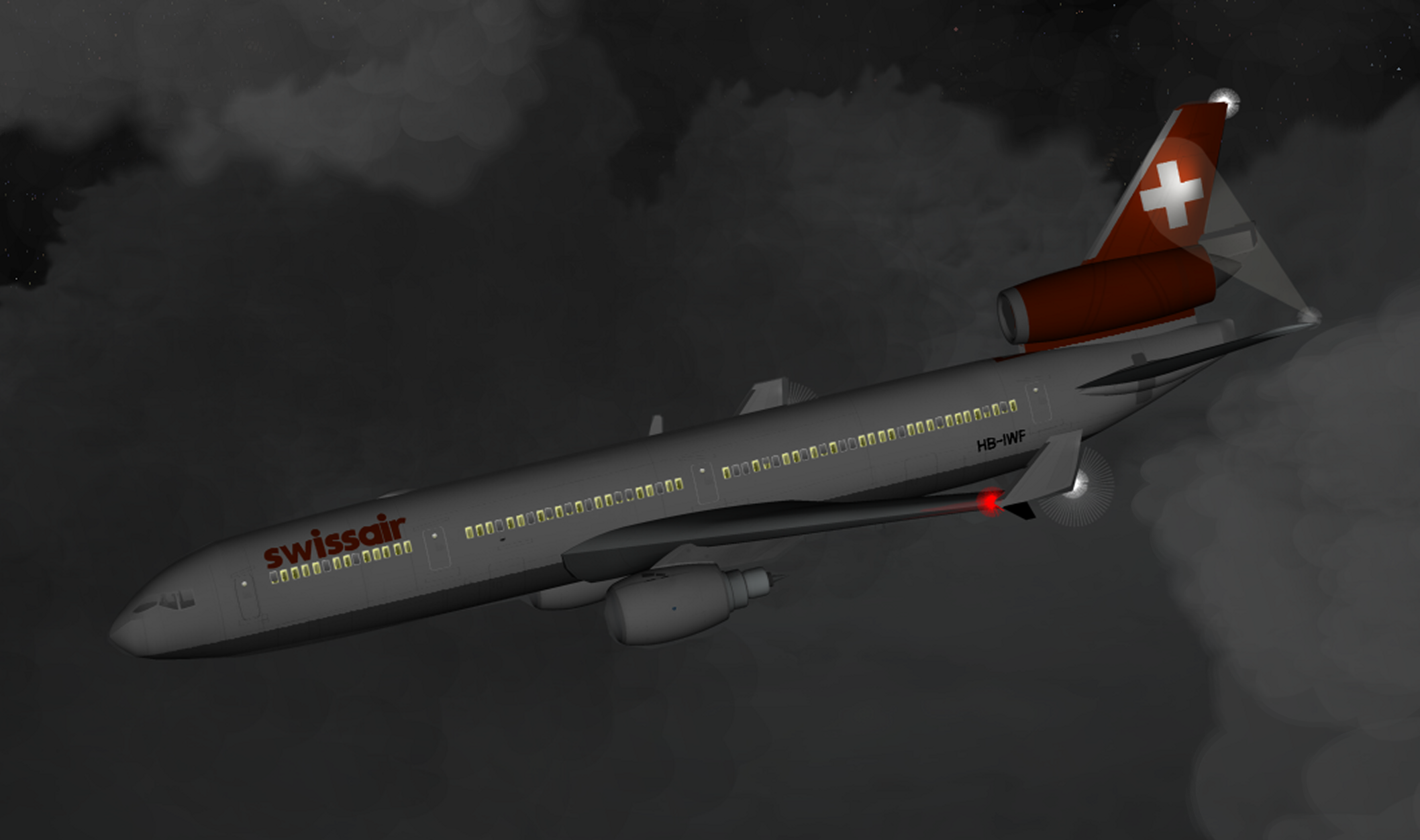
Recreación por computadora del vuelo 111 en sus momentos finales.

A las 20:18 (hora del este) del 2 de septiembre de 1998, despegó del Aeropuerto Internacional John F. Kennedy de Nueva York el McDonnell Douglas MD-11 que operaba como el vuelo 111 de Swissair, con destino a Ginebra.
El despegue fue sin problemas, y alcanzó los 10 000 metros de altura mientras se dirigía a las costas de Nueva Escocia. Por trece minutos, entre las 20:33 y las 20:47, no se registró ninguna comunicación entre la tripulación y la torre de control. Más tarde se reveló que esto se debió a un error en la frecuencia de la radio.
A las 21:13 (hora del Atlántico), los pilotos olieron humo en la cabina y dedujeron que provenía del aire acondicionado, algo muy común en aviones comerciales, por lo que lo cerraron. Cuatro minutos después el olor volvió y el humo era visible. La tripulación comunicó al control de tráfico aéreo de Moncton un Pan-pan, indicando que existía una urgencia debido a la presencia de humo pero no declararon una emergencia como denotaría el código Mayday. Entonces, aceptaron la proposición del controlador de Moncton de aterrizar en Halifax, a 104 km de distancia.
A las 21:18, la torre de Moncton transfirió el control de la aeronave a la unidad de control la terminal de Halifax. A las 21:19, la tripulación solicitó más distancia para descender desde los 6400 m al notificárseles que se hallaban a solo 56 km de Halifax. Dado que el avión tenía sus tanques llenos de combustible y, además, estaba demasiado alto y demasiado cerca del aeropuerto, la tripulación optó por descargar combustible a las 21:20. Un minuto más tarde, el controlador desvió el vuelo hacia la Bahía de Santa Margarita, en donde era más seguro descargar el combustible y a la vez mantenerse a la misma distancia de Halifax.
De acuerdo con las listas de comprobaciones de la aerolínea tituladas «En caso de humo de origen desconocido», cortaron la alimentación de los sistemas no esenciales de la cabina. Esto fue contraproducente, ya que al apagar los ventiladores de recirculación, se formó un vacío en el techo de la cocina de primera clase que permitió al fuego esparcirse por fuera de la cabina. A las 21:24:28, el piloto automático se desconectó y la tripulación comunicó que «ahora debemos volar manualmente», seguido por dos declaraciones de emergencia. Diez segundos más tarde, la tripulación declaró la emergencia por tercera vez, siendo la última transmisión procedente del avión. La registradora de datos de vuelo dejó de funcionar a las 21:25:40, seguida un segundo después por la grabadora de voz. La aeronave reapareció brevemente en el radar, entre las 21:25:50 y las 21:26:04. La última altitud registrada fue de unos 2950 m. Según la grabadora de voz, el capitán se levantó de su asiento e intentó combatir el incendio con un extintor; las listas de comprobaciones serían encontradas derretidas y fusionadas entre sí, indicando que también se las habría utilizado para intentar apagar el fuego. El capitán no volvió a su asiento, y se desconoce si murió a causa del incendio, por inhalación de humo o durante el impacto. La registradora de datos, por su parte, indicó que el motor n.º 2 fue apagado debido a una advertencia de fuego en el mismo aproximadamente un minuto antes del impacto, sugiriendo que el primer oficial seguía vivo e intentando pilotar la aeronave.
A las 21:31:18, el avión finalmente impactó en el océano Atlántico, a una velocidad estimada de 555 km/h y con una fuerza de 350 g, matando a sus 229 ocupantes y desintegrando la aeronave de manera instantánea.
Fue el segundo peor accidente aéreo de la historia de Canadá, superado por el del Vuelo 1285 de Arrow Air, en 1985, que se saldó con 256 víctimas mortales.

## Causa
Se descubrió que el fuego tuvo su inicio en un cable defectuoso, perteneciente a los televisores individuales del sistema de entretenimiento para el uso y disfrute de la primera clase, por lo que Swissair retiró de su flota esos sistemas certificados de acuerdo a la reglamentación estadounidense. El cable provocó las chispas, pero aún faltaba descubrir qué fue lo que las generó. Pronto se encontró la respuesta: los cables estaban cubiertos por un material inflamable y éste fue el combustible que alimentó el incendio. El fuego avanzó y fue cortando la energía de todo lo eléctrico del avión, incluyendo las cajas negras. Al final, todo dejó de funcionar y el vuelo 111 cayó al océano.
Una vez recuperados los cadáveres, se realizó su identificación, consiguiéndose la mayoría mediante análisis de ADN. Para ello se utilizó un programa informático denominado Mass Disaster Kinship Analysis Program que permitió integrar todos los datos de ADN (de las víctimas y sus familiares) y realizar de una manera fiable las correspondientes identificaciones.
En la investigación participaron la policía canadiense, Boeing y Swissair, entre otros.

## Nacionalidades en el avión
Las nacionalidades de los 215 pasajeros y 14 miembros de la tripulación incluyeron 31 países diferentes:
| Nacionalidad           | Pasajeros | Tripulación | Total |
| ---------------------- | --------- | ----------- | ----- |
| Estados Unidos         | 90        | 1           | 91    |
| Suiza                  | 31        | 13          | 44    |
| Francia                | 42        | 0           | 42    |
| Reino Unido            | 6         | 0           | 6     |
| Brasil                 | 5         | 0           | 5     |
| Irlanda                | 4         | 0           | 4     |
| Alemania               | 3         | 0           | 3     |
| Canadá                 | 3         | 0           | 3     |
| Italia                 | 3         | 0           | 3     |
| Argentina              | 2         | 0           | 2     |
| Grecia                 | 2         | 0           | 2     |
| Irán                   | 2         | 0           | 2     |
| Líbano                 | 2         | 0           | 2     |
| Países Bajos           | 2         | 0           | 2     |
| San Cristóbal y Nieves | 2         | 0           | 2     |
| Afganistán             | 1         | 0           | 1     |
| Arabia Saudita         | 1         | 0           | 1     |
| Australia              | 1         | 0           | 1     |
| Bélgica                | 1         | 0           | 1     |
| China                  | 1         | 0           | 1     |
| Egipto                 | 1         | 0           | 1     |
| España                 | 1         | 0           | 1     |
| India                  | 1         | 0           | 1     |
| Israel                 | 1         | 0           | 1     |
| Japón                  | 1         | 0           | 1     |
| Marruecos              | 1         | 0           | 1     |
| México                 | 1         | 0           | 1     |
| Rusia                  | 1         | 0           | 1     |
| Serbia                 | 1         | 0           | 1     |
| Suecia                 | 1         | 0           | 1     |
| Taiwán                 | 1         | 0           | 1     |
| Total                  | 215       | 14          | 229   |

## Filmografía
Este accidente fue reseñado en la serie Mayday: catástrofes aéreas, en el episodio «Fuego a bordo». También se reseñó en la serie Segundos catastróficos, en el episodio «Incendio a bordo».